# Лейксайд (Айова)
Лейксайд (англ. Lakeside) — місто (англ. city) в США, в окрузі Буена-Віста штату Айова. Населення — 700 осіб (2020).

## Географія
Лейксайд розташований за координатами 42°37′10″ пн. ш. 95°10′27″ зх. д. / 42.61944° пн. ш. 95.17417° зх. д. (42.619388, -95.174187).  За даними Бюро перепису населення США в 2010 році місто мало площу 0,46 км², уся площа — суходіл. В 2017 році площа становила 0,59 км², уся площа — суходіл.

## Демографія
Згідно з переписом 2010 року, у місті мешкало 596 осіб у 215 домогосподарствах у складі 153 родин. Густота населення становила 1306 осіб/км².  Було 233 помешкання (511/км²).
Расовий склад населення:
| - 76,7 % — білих - 5,7 % — азіатів - 2,2 % — чорних або афроамериканців - 0,3 % — вихідців з тихоокеанських островів - 0,2 % — корінних американців - 10,6 % — осіб інших рас |

До двох чи більше рас належало 4,4 %. Частка іспаномовних становила 32,0 % від усіх жителів.
За віковим діапазоном населення розподілялося таким чином: 30,2 % — особи молодші 18 років, 58,9 % — особи у віці 18—64 років, 10,9 % — особи у віці 65 років та старші. Медіана віку мешканця становила 34,3 року. На 100 осіб жіночої статі у місті припадало 94,1 чоловіків;  на 100 жінок у віці від 18 років та старших — 92,6 чоловіків також старших 18 років.
Середній дохід на одне домашнє господарство  становив 71 455 доларів США (медіана — 67 083), а середній дохід на одну сім'ю — 86 754 долари (медіана — 78 056). Медіана доходів становила 44 375 доларів для чоловіків та 25 000 доларів для жінок. За межею бідності перебувало 2,9 % осіб, у тому числі 0,0 % дітей у віці до 18 років та 4,2 % осіб у віці 65 років та старших.
Цивільне працевлаштоване населення становило 390 осіб. Основні галузі зайнятості: виробництво — 24,4 %, освіта, охорона здоров'я та соціальна допомога — 23,8 %, роздрібна торгівля — 13,6 %, будівництво — 7,2 %.